# Marija Ogrinec
Marica (Marija) Ogrinec (poročena Reisner), slovenska gledališka igralka, * 11. januar 1876, Labin, † 14. september 1920, Ljubljana.
Leta 1894 je v Ljubljani postala članica opernega zbora, ter bila nato do leta 1901 tudi članica ljubljanskega Slovenskega dramskega gledališča. Kmalu je pričela prevzemati vedno odgovornejše vloge. Vzgajal jo je režiser Inneman. S podporo deželnega odbora se je poleti 1897 izpopolnjevala v Ottovi dramski šoli na Dunaju. Bila je igralsko nadarjena, prikupna in prisrčna, največ pa je igrala ljubimske vloge in mlade tragedinje. Njene vidnejše vloge so bile: Luiza (Kovarstvo in ljubezen), Ofelija (Hamlet), Marica (Mlinar in njegova hči), Grofica Capulet (Romeo in Julija). V slovenskih izvirnih vlogah je bila Polonica 
(Rokovnjači), Ana (Jakob Ruda). Po poroki leta 1901 s profesoejem Reisnerjem je spremljala moža na njegovih službenih mestih in tam tudi nastopala. Igrala je vloge v gledaliških predstavah na Dunaju, Idriji in Novem mestu do leta 1908, ko se je vrnila v Ljubljano in tu tega leta zadnjikrat nastopila.